# Денсборн
Денсборн (нем. Densborn) — община в Германии, в земле Рейнланд-Пфальц. 
Входит в состав района Вульканайфель. Подчиняется управлению Герольштайн.  Население составляет 567 человек (на 31 декабря 2010 года). Занимает площадь 14,42 км².